# Zuiderpark (Den Haag)

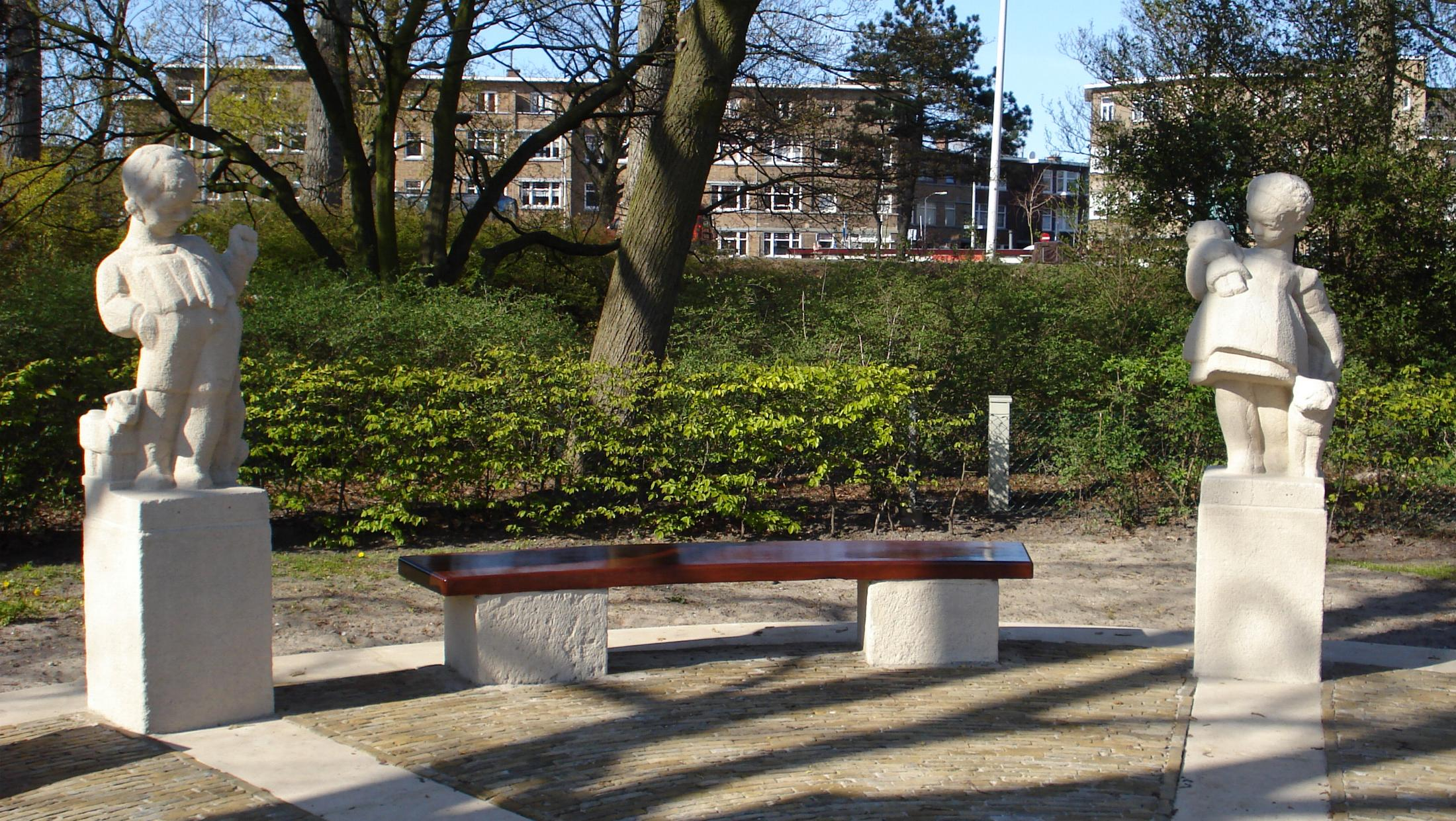
Ot en Sien in het Zuiderpark

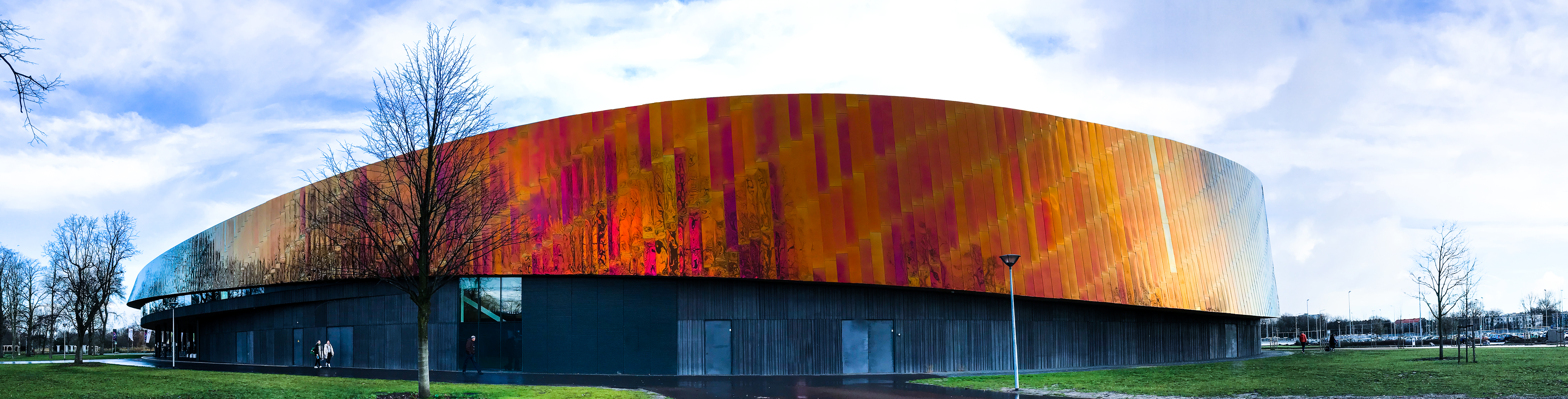
Sportcampus

Zuiderpark is een stadspark in Den Haag en vormt tevens een van de wijken van de stad. De wijk is onderdeel van stadsdeel Escamp en grenst aan de wijken Moerwijk, Morgenstond, Leyenburg en Rustenburg en Oostbroek. 

## Beschrijving
De kern van het Zuiderpark bestaat uit een grote vijver en speelweiden. Daaromheen zijn andere, bijna zelfstandige parken met educatieve en sportieve voorzieningen. Het park herbergt een sportcampus, een overdekt zwembad, een openluchttheater, een beeldenroute, een bowlingbaan, botenverhuur en een restaurant, 'ParkPaviljoen Zuiderpark', geopend in 2005. 
Het park heeft meerdere ingangen, aan de Vreeswijkstraat, Loevesteinlaan en Melis Stokelaan; de hoofdingang bevindt zich aan het Veluweplein. De enkele woningen in het park zijn vooral aan de zijde van de Loevesteinlaan gelegen.

### Ot en Sien
Aan de noordkant van het park staat het monument van Ot en Sien, omringd door enkele banken. Het monument is het eerste litteraire monument van Nederland en werd op 29 september 1930 onthuld, dus ruim voor de officiële opening van het park. De beeldjes werden gemaakt door Frits van Hall. Het monument herinnert aan het werk van Jan Ligthart en Hindericus Scheepstra.

### Zwembad
Het gemeentelijk zwembad werd op 30 mei 1925 in gebruik genomen als openluchtbad. In 2000/2001 werd op dezelfde plek een nieuw maar nu overdekt zwembad gebouwd. De gemeente had in 2014 nog zes zwembaden: De Blinkerd, Overbosch, De Waterthor, De Houtzagerij, Zuiderpark en Hofbad.

### Openluchttheater
Het theater werd in 1940 door werklozen gebouwd. De opening vond plaats in mei 1941. Met name in de jaren zestig en zeventig van de vorige eeuw werd het theater intensief bespeeld. Vooral in de zomermaanden vrijwel dagelijks met kindervoorstellingen voor de Haagse jeugd.
Het oude theater met ongeveer 2500 zitplaatsen werd in 2000 volledig gerenoveerd. Het theater werd een kwartslag gedraaid. Hierdoor ligt het speelvlak overdag in de zon. Het beheer van het huidige theater is in handen van de Stichting Zuiderparktheater.

### Olifantenvijver
Een van de vijvers in het Zuiderpark wordt de Olifantenvijver genoemd. In 1937 was circus Sarrasani op bezoek in Scheveningen. Na afloop, op 24 augustus, werden materialen en dieren ingeladen bij het toenmalige treinstation aan de Zwolsestraat. De oudste olifant, de 108-jarige Jenny, werd onwel en viel om. Ze werd naar de Haagse Dierentuin aan de Koningskade gebracht om weer op krachten te komen, maar overleed nog diezelfde dag. Het kadaver werd voor 45 gulden gekocht door het Museum voor het Onderwijs, dat belangstelling had voor haar skelet. Dat werd schoongemaakt en daarna in een vijver van het Zuiderpark gelegd, zodat de algen de beenderen konden schooneten. Zo heeft de vijver zijn naam gekregen. Het skelet werd later in wit zand in de museumtuin begraven zodat de algen zouden afsterven. Daarna zou het skelet worden opgezet. Dat is echter nooit gebeurd en het raakte in vergetelheid. Vanaf 1980 werd op diverse plaatsen tevergeefs gezocht. Wel vond men een mammoet-bot.

### Eendenkooi
Op verzoek van de Algemene Vereniging voor Natuurbescherming voor 's-Gravenhage e.o. bleef de eendenkooi in het ontwerp van Berlage staan. Al in of misschien al voor 1639 was hier een eendenkooi. Deze is niet voor het publiek toegankelijk.

### Smalspoor
Ten zuiden van de sportcampus heeft de Stoomgroep West Zuiderpark sinds 1975 een smalspoorbaan in gebruik op eigen terrein, maar er is sinds 2007 ook een lijn (Parkbaan) die het terrein verlaat en een traject door het park heeft. Met een zwaar beveiligde overweg conform aan een spoorwegovergang van de Nederlandse Spoorwegen.

## Geschiedenis
Het park werd in het interbellum aangelegd als een werkverschaffingsproject. Het ontwerp dateert uit 1908, toen architect H.P. Berlage het Plan tot uitbreiding van 's-Gravenhage maakte. Met de aanleg werd begonnen in 1923, de officiële opening was in 1936. Pieter Westbroek, directeur van de Gemeentelijke Plantsoenendienst (en tevens verantwoordelijk voor het Westbroekpark) en tuinarchitect D.F. Tersteeg veranderden veel aan het ontwerp. 
In 2011 kreeg het Zuiderpark de status van beschermd stadsgezicht. Het is het eerste Nederlandse voorbeeld van een volkspark. Natuurhistorische waarden worden toegekend aan de parkaanleg, de eendenkooi, het Scheepstra- en Ligthartmonument (Ot en Sien) en de hoofdentree aan het Veluweplein.
In het park bevond zich tot medio 2007 het Zuiderparkstadion, de thuishaven van voetbalclub fc/ADO Den Haag, inmiddels gehuisvest in een nieuw stadion in het Forepark (Bingoal Stadion). Op de plek van het stadion bevindt zich sinds 2017 de Sportcampus Zuiderpark, een sportcomplex voor zaalsporten.

### Parkpop

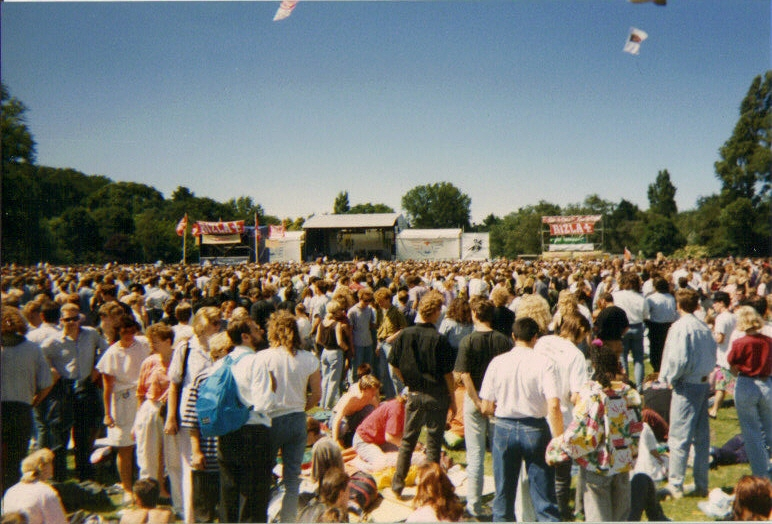
Parkpop 1990

Van 1981 tot en met 2019 werd jaarlijks het popfestival Parkpop gehouden. Dit was een gratis toegankelijk festival. In 2022 vond het plaats op het Malieveld. In 2023 is besloten dat het festival niet door kon gaan en ophoudt te bestaan. Rene Bom (de eerste Nachtburgemeester van de stad) wordt nog altijd Mr. Parkpop genoemd.

### Zuiderpark Open
In 2008 werd voor het eerst een tijdelijke par-71 golfbaan in het park aangelegd voor het spelen van het Zuiderpark Open, een golftoernooi waarvan de opbrengst voor goede doelen was bestemd. Het Zuiderpark Open werd in de jaren 2008 t/m 2010 gespeeld.

## Bereikbaarheid
Het park is altijd goed bereikbaar geweest met de boot. Vanaf kades van het Laakkanaal kon men hier komen (en vertrekken, ook richting Drievliet). Tijdens de laatste jaren van Parkpop verzorgde de Haagse Willemsvaart boottochten vanuit de Binnenstad naar het Zuiderpark.
Op aanvraag worden nog altijd passagiers naar het Zuiderpark gebracht. De gemeente heeft daar in 2010 een mooie aanlegplaats voor gerealiseerd langs het Kanaal. Ook bij het Veluweplein kan in en uit gestapt worden. Daarmee is het Zuiderpark (net als het Westbroekpark) uitstekend bereikbaar via het water.
In 1925 kon men met de eerste HTM-buslijn in Den Haag, lijn 4, richting het latere Zuiderpark. Die buslijn verdween al na vier maanden. Het park was er nog niet, het ging om een verbinding met het pas geopende zwembad. In 1926 voerde men buslijn 7 in; deze bestond nog korter. In 1927 reed buslijn N vier maanden.
Er waren echter maar weinig passagiers; Voor de meeste mensen was tram en/of bus te duur, men ging (daarom of liever) lopen, varen of fietsen. Pas in 1930 kwam de eerste tramlijn lijn 13 (4e) bij het Zuiderpark. De keerlus was op het Veluweplein, pal voor de ingang van het park. Ondanks dat werd ook deze lijn nooit een succes, en in 1952 werd tramlijn 13 opgeheven. Plannen voor verlenging via Moerweg of Vreeswijkstraat gingen niet door omdat daar toen geen of weinig huizen waren. In 1974 kwam er opnieuw een tramlijn, de huidige lijn 9, maar nu was de route langs het Zuiderpark, over de Melis Stokelaan.
In 1976 kwam lijn 8 ook daar te rijden. In 2003 werd lijn 8 opgeheven. Het park is goed bereikbaar met de boot en met tramlijnen 9 & 16 en bus 25 & 26, plus streekbus 51.

## Wijk Zuiderpark
Zuiderpark is ook de officieuze, maar veelgebruikte naam van de Haagse wijk Rustenburg en Oostbroek in Den Haag, gelegen aan de westkant van het park. De wijk grenst aan Leyenburg,Transvaalkwartier, het Valkenboskwartier en het Regentessekwartier. De grenzen van de wijk liggen bij de Loosduinsekade, De la Reyweg, en de Soestdijksekade.
De wijk is tussen 1920 en 1940 gebouwd en bestaat uit eengezinswoningen en portiekwoningen, hoofdzakelijk koopwoningen. De wijk was oorspronkelijk gebouwd voor de wat beter gesitueerde arbeidersklasse. Tegenwoordig is Zuiderpark een multiculturele wijk, 80 procent van de bewoners is van allochtone afkomst. Dat was voorheen Turks, maar momenteel wonen er ook heel veel Polen, Bulgaren en Tsjechen.
De centrale winkelstraat is de Dierenselaan, hier rijdt tramlijn 6. Ook RandstadRail 4 rijdt door de wijk.